# Broken Head
Broken Head – dziewiąty studyjny album polskiej grupy Acid Drinkers.
Nagrań materiału dokonano pod kierunkiem Jacka Chraplaka w trzech miejscach: Studio Psalm w Warszawie (perkusja), Studio Taklamakan w Opalenicy (gitary i bas), Laronermma Recording Institute w Poznaniu (wokale). W ostatnim z tych miejsc zostało wykonane miksowanie materiału, także przez Jacka Chraplaka. Mastering został wykonany w High End przez Grzegorza Piwkowskiego.
Album wydany został przez Metal Mind Productions 2 października 2000 roku. Płyta dotarła do 15. miejsca listy OLiS w Polsce.

## Lista utworów
1. „Superstitious Motherfucker” – 4:11
2. „Dog Rock” – 3:06
3. „El pecado” – 5:40
4. „Calista” – 3:56
5. „Don't Go to Where I Sleep” – 4:10
6. „A Rubber Hammer and a Broken Head” – 1:30
7. „There's So Much Hatred in the Air” – 5:58
8. „The Wildest Planet in Space” – 3:12
9. „Youth” (utwór dodatkowy) – 3:51
10. „Red and Gray” (utwór dodatkowy) – 4:58

## Twórcy
Źródła.
- Tomasz „Titus” Pukacki – śpiew, gitara basowa, teksty utworów 1–2, 4–9
- Przemysław „Perła” Wejmann – gitara rytmiczna, śpiew, teksty utworów 3 i 10, realizacja nagrań, produkcja muzyczna, opracowanie graficzne
- Dariusz „Popcorn” Popowicz – gitara prowadząca
- Maciej „Ślimak” Starosta – perkusja, realizacja nagrań, produkcja muzyczna
- Jacek Chraplak – realizacja nagrań, produkcja muzyczna
- Grzegorz Piwkowski – mastering
- Tomasz Dziubiński – produkcja wykonawcza
- Tomasz Mielcarz – zdjęcia
- Steve Wallet – tłumaczenie tekstów utworów na język angielski